# Jorunna glandulosa
Jorunna glandulosa is een slakkensoort uit de familie van de Discodorididae. De wetenschappelijke naam van de soort is voor het eerst geldig gepubliceerd in 2011 door Edmunds.